# Przybyszów (Grande-Pologne)
Pour les articles homonymes, voir Przybyszów.
Przybyszów est une localité polonaise de la gmina et du powiat de Kępno en voïvodie de Grande-Pologne.

## Histoire
De 1815 à 1920, Przybyschew fait partie de l'arrondissement de Schildberg (de) puis à partir de 1887, de l'arrondissement de Kempen-en-Posnanie dans le district de Posen au sein de la province de Posnanie.